# داميان كاسيدي
داميان كاسيدي (بالإنجليزية: Damian Cassidy)‏ هو لاعب قذف بريطاني، ولد في 22 يوليو 1965 في Bellaghy ‏ في المملكة المتحدة.